# 長谷川町子美術館
長谷川町子美術館（はせがわまちこびじゅつかん）は、『サザエさん』の作者として知られる漫画家・長谷川町子と姉の長谷川毬子が集めた美術品を展示している個人美術館である。所在地は東京都世田谷区桜新町1丁目30番6号。「一般財団法人長谷川町子美術館」によって運営され、法人は1993年に廃業した姉妹社に代わって長谷川町子作品の著作権管理を行なう。
美術品の他、漫画の原画や菊人形、絵画、磯野家の間取りのミニチュア、サザエさんのアニメの映像が見られるコーナーがある。また、テレビアニメ『サザエさん』の制作局であるフジテレビが毎年夏に開催するイベントとの連動企画を毎年夏休みに実施している。
売店では、この美術館でしか売られていないオリジナルグッズが多数販売されている。
桜新町駅から美術館までの通りは「サザエさん通り」と呼ばれ、沿道にはサザエさん一家の銅像が立ち並んでいる。

## 歴史
- 1985年（昭和60年）11月3日（日曜日） - 長谷川美術館として開館。建物は長谷川町子の著作を刊行していた姉妹社の書庫・流通センター跡地に建設された。
- 1992年（平成4年） - 初代館長、長谷川町子亡き後、長谷川町子美術館に改名。二代目館長として長谷川毬子が就任。
- 1993年（平成5年） - 姉妹社を解散。作品の版権管理を財団法人長谷川町子美術館に移管する。
- 2012年（平成24年） - 二代目館長、長谷川毬子死去。三代目館長として、姉妹社のスタッフだった川口淳二が就任[2][3]。公式ウェブサイト等に記載がないが、長谷川町子美術館公認の動画に館長として出演している[4]。
- 2013年（平成25年） - 財団法人から「一般財団法人」に運営移行する。
- 2019年（令和元年） - 翌2020年7月11日に、概ね真向かい（東京都世田谷区桜新町1-30-6）に、分館「長谷川町子記念館」（以下「記念館」）を開館することを発表[5]。記念館は美術館から長谷川町子の作品に関連した展示物を移館し従来よりスペースを広く取って、より充実した展示をする。なお美術館は同年12月26日より記念館開館前日（2020年7月10日）まで施設改修のため長期休館に入り、記念館の開館後、美術館は長谷川町子が収集した美術品を展示するという開館当時の様式に立ち返る予定[6]。
- 2020年（令和2年）7月11日 - 長谷川町子生誕百年を迎え、美術館の分館として長谷川町子記念館を開館した。

## 美術館概要

### 住所
- 東京都世田谷区桜新町1丁目30番6号

### 開館時間
- 午前10時 - 午後5時30分（入館は午後4時30分まで）

### 休館日
- 月曜日（祝日の場合はその翌日）
- 年末年始
- 展示入替期間

### 入館料
下記入館料は、美術館と記念館の料金を含む
- 一般 - 900（800）円
- 65歳以上 - 800（700）円
- 高・大生 - 500（400）円
- 小・中生 - 400（300）円

なお、（）内は20名以上の団体、障害者手帳の所有者とその介添者

### アクセス方法
- 東急田園都市線・桜新町駅西口より徒歩7分
- JR  山手線目黒駅より東急バス・弦巻営業所行き（黒07系統）にて桜新町一丁目下車、徒歩1分
- 東急東横線・都立大学駅北口より東急バス・弦巻営業所行き（黒07系統）にて桜新町一丁目下車、徒歩1分

## サザエさん通り

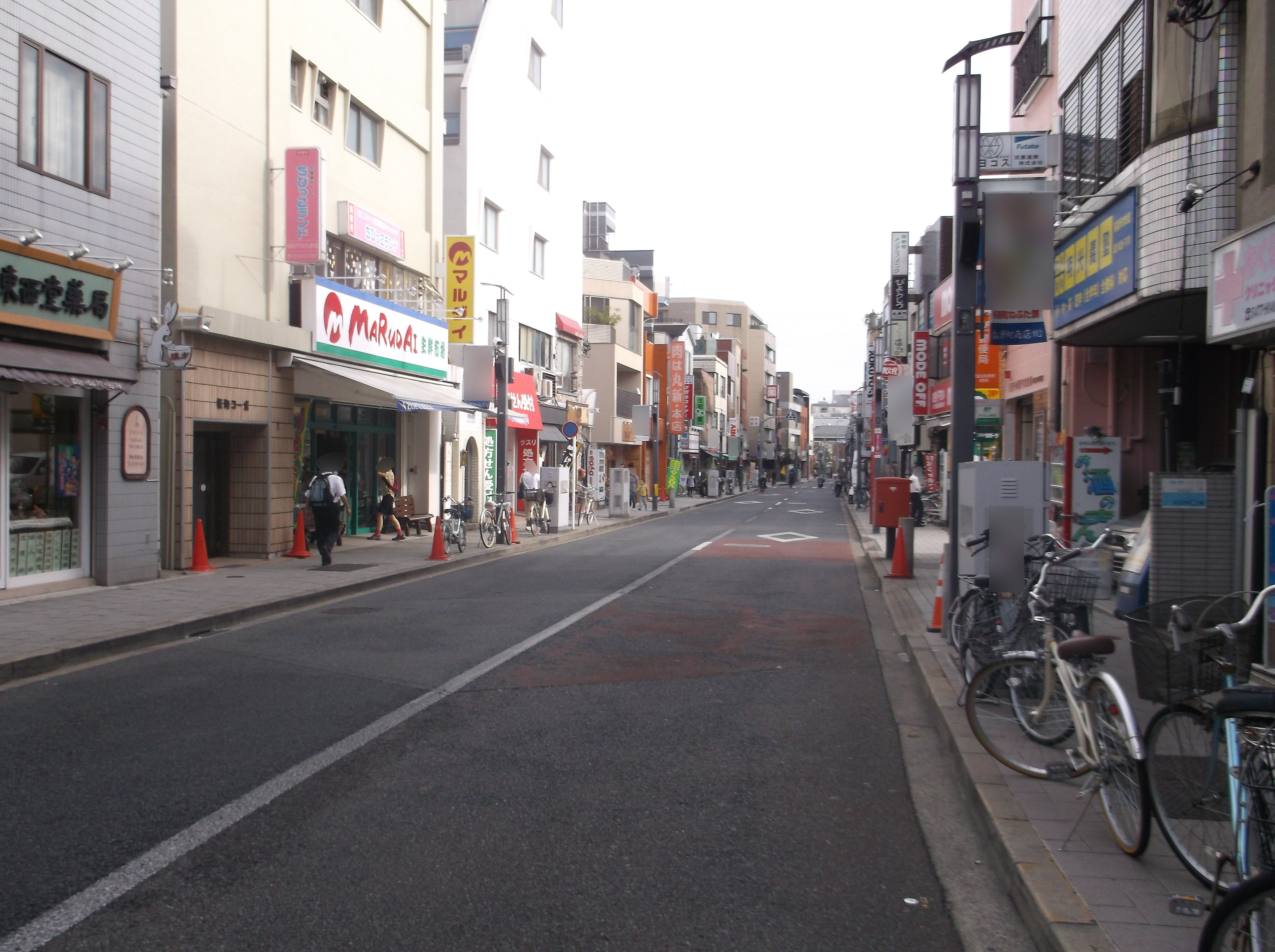
サザエさん通り（2014年）

桜新町駅から美術館に向かう約500mの通りは「サザエさん通り」と名付けられており、サザエさんの銅像などが設置されている。
1985年に長谷川町子美術館が開館した後、商店街ではサザエさんを街のシンボルとする企画が立ち上がった。当初、長谷川町子は「いつまで作品が続くか分からない」と、通りの名前に自身の作品名が付けられることを懸念していたものの、商店街側の要望もあり、1987年には正式に命名された。
なお、福岡市にも同名の道路が存在する。

## ギャラリー

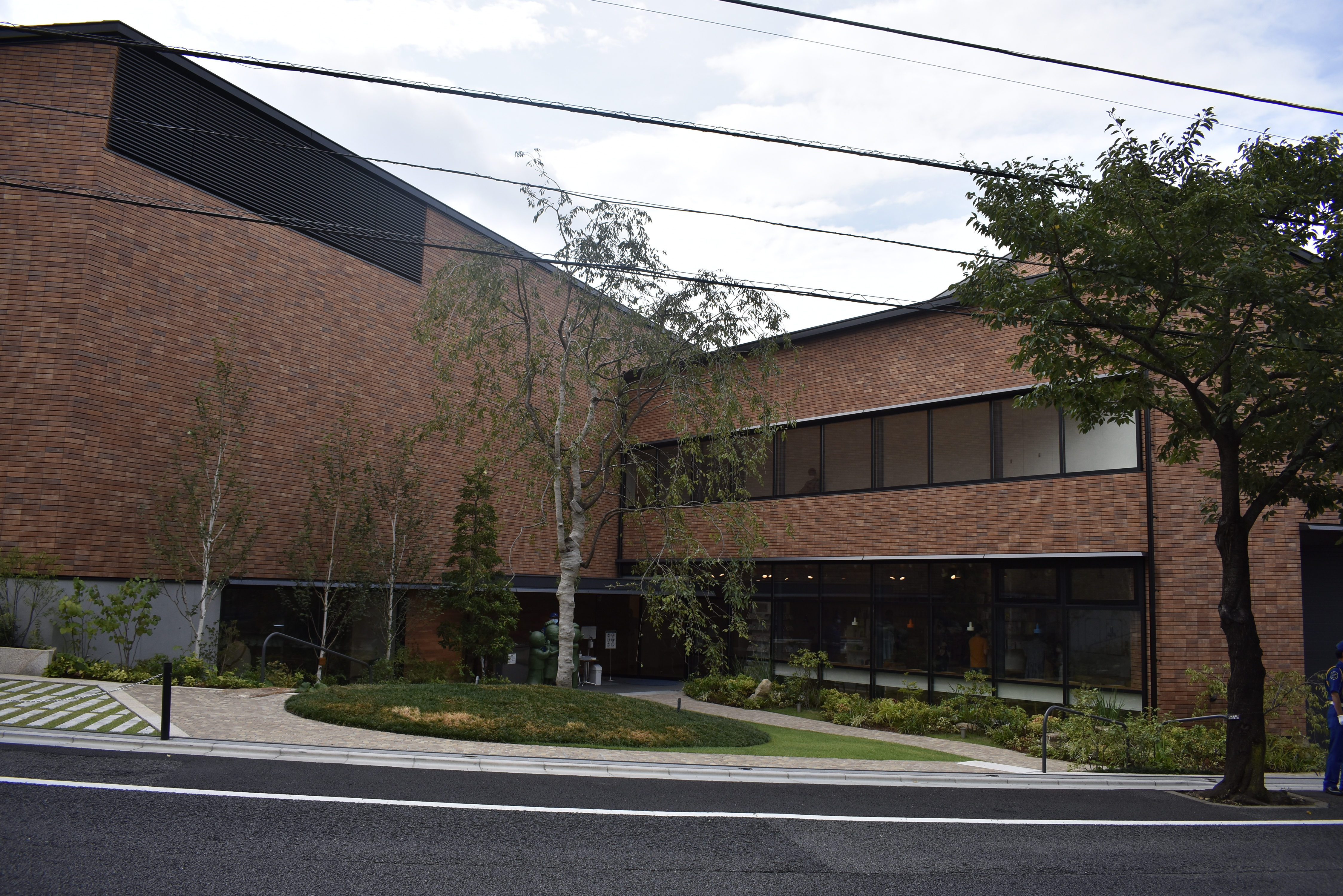
長谷川町子記念館の外観
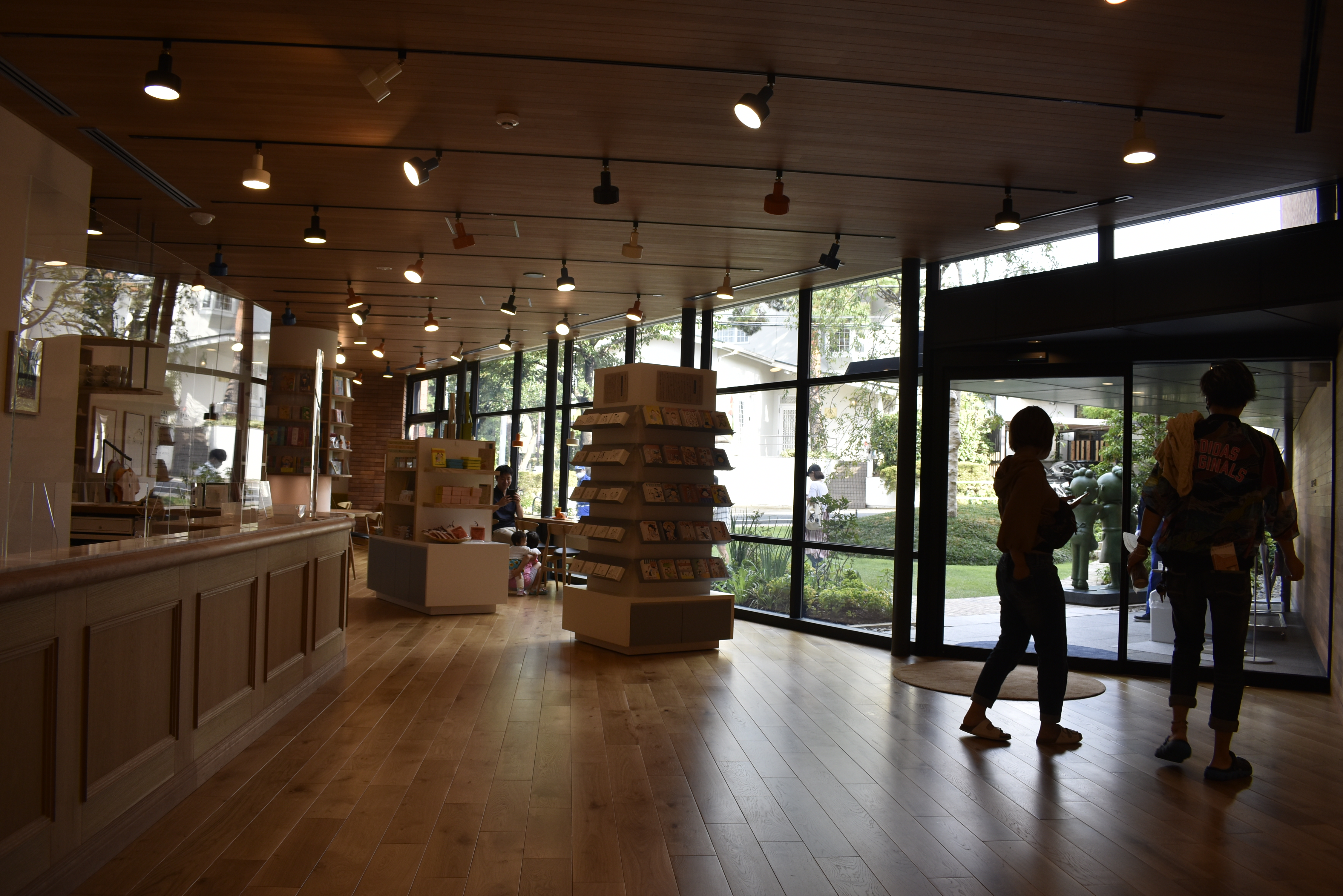
同左、エントランスホール
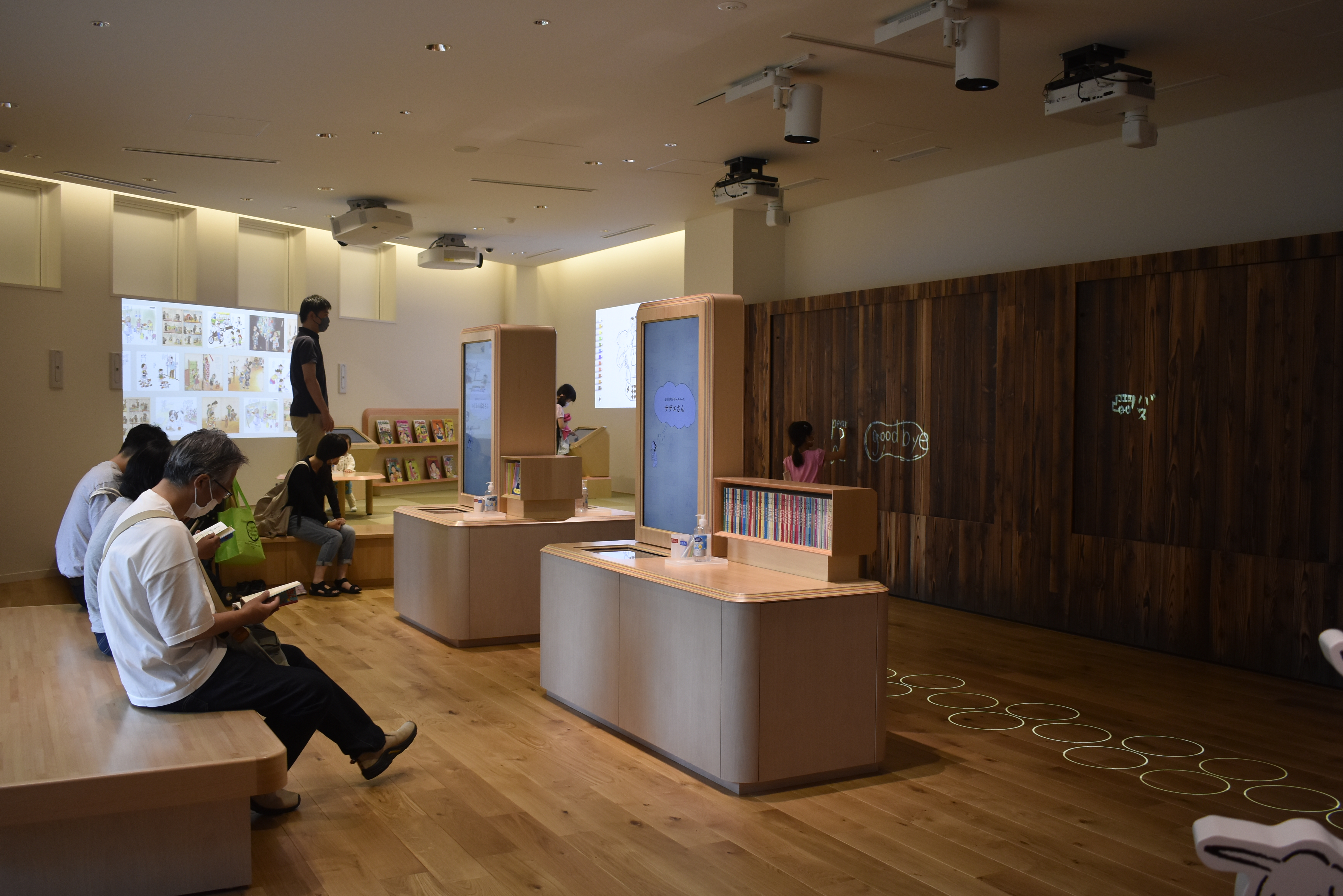
同左、1階 常設展示室
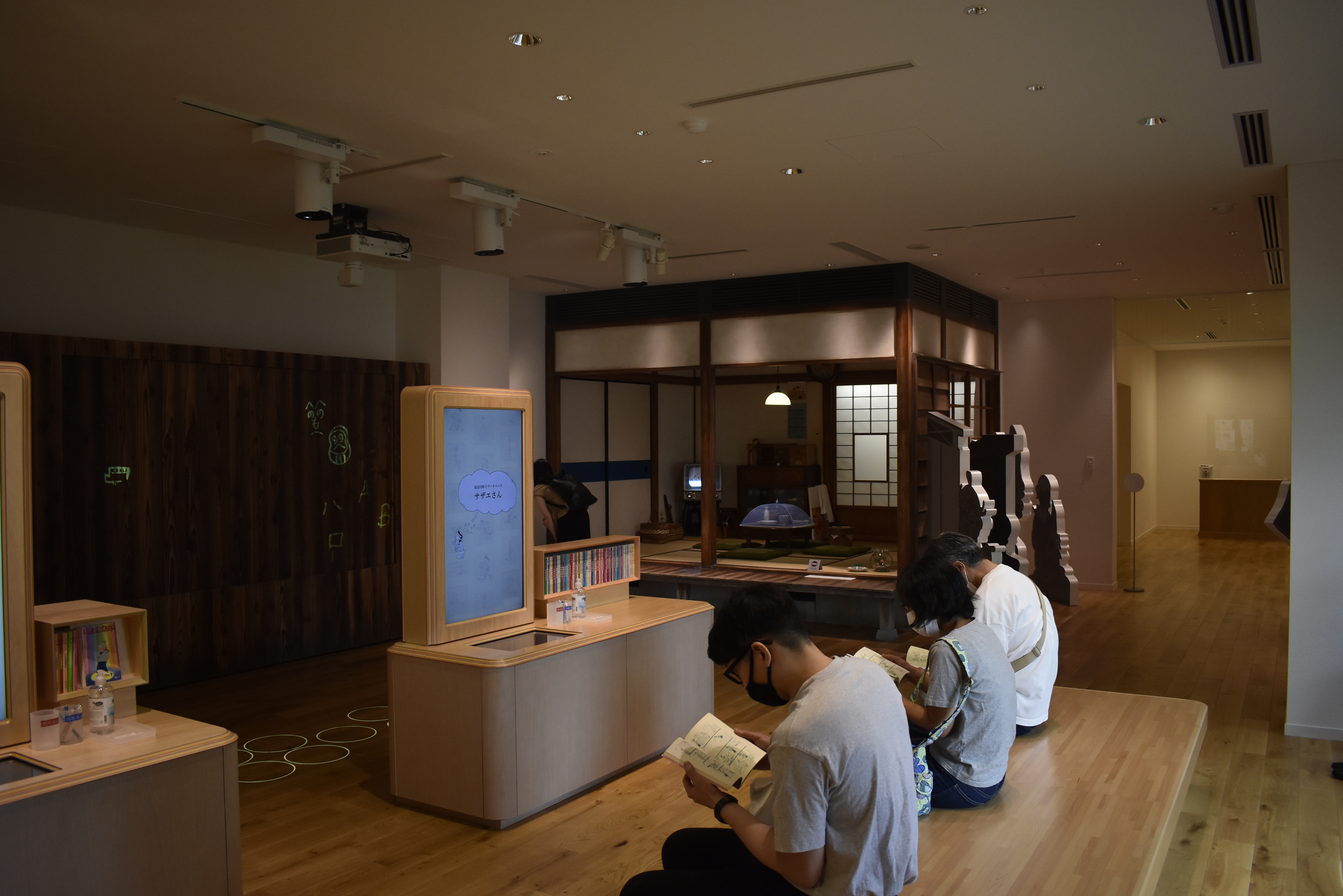
同左、1階 常設展示室